# Bürgerpark (Pasewalk)

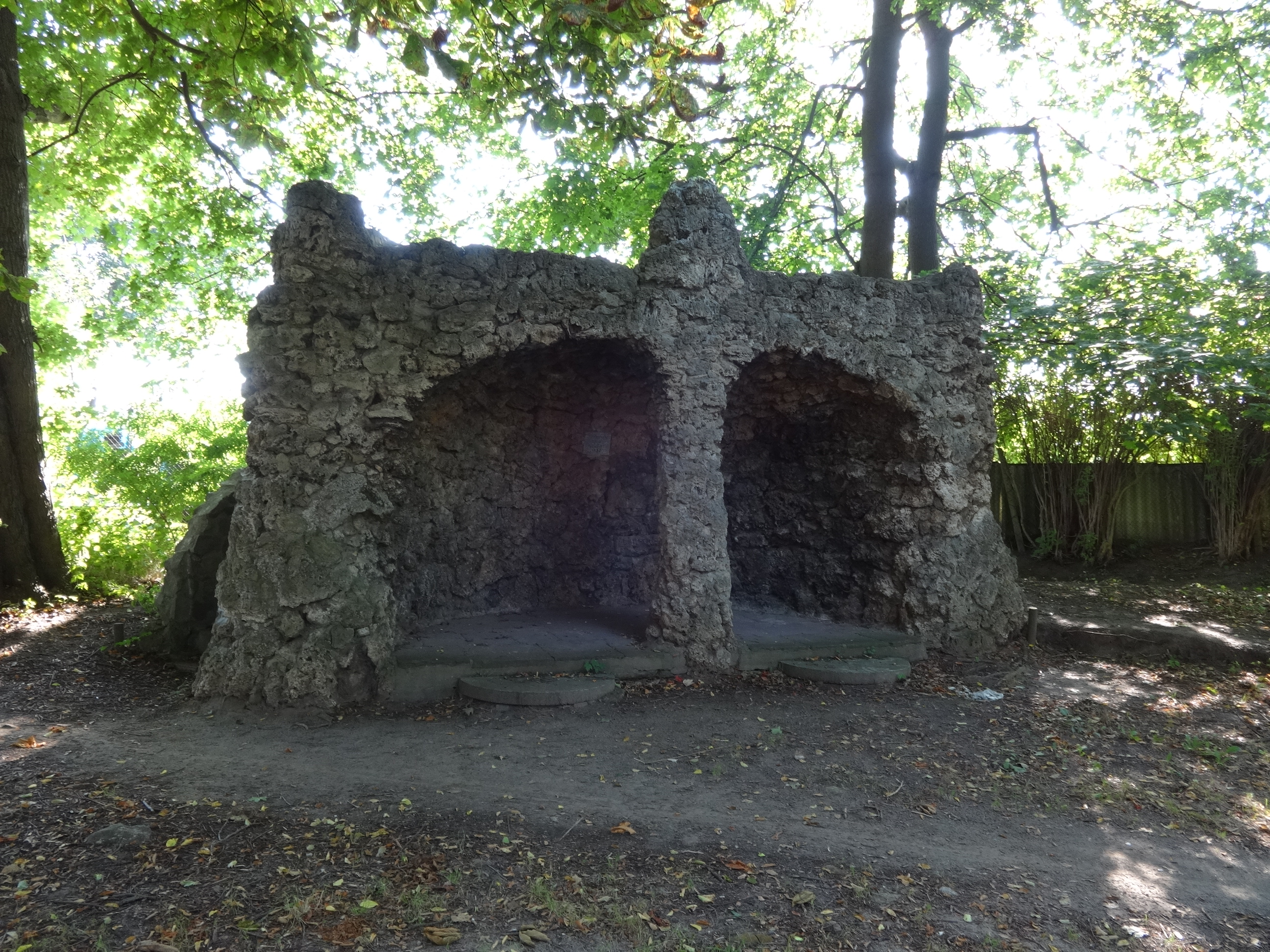
Liebesgrotte im Bürgerpark in Pasewalk

Der Bürgerpark war die erste Parkanlage in Pasewalk, einer Stadt im Landkreis Vorpommern-Greifswald in Mecklenburg-Vorpommern.
Der Park entstand auf Initiative des Bürgermeisters Albert Will im Jahr 1898 östlich der Prenzlauer Chaussee, die heute zur Bundesstraße 109 gehört. Im nordöstlichen Teil befindet sich seit 1903 zu Ehren des Bürgermeisters die Liebesgrotte, eine aus Tuff erbaute Höhlenformation, die von der Rückseite aus mit einer Treppe begehbar ist und in der sich eine Gedenktafel befindet, mit der ursprünglichen, inzwischen aber stark verwitterten Inschrift: „Dem Begründer der Anlage, Bürgermeister Will 1903“. Von dort oben eröffnet sich ein Blick über den gesamten Park mit dem Goldfischteich. 1913 wurde der Bürgerpark auf Initiative des vermögenden Kaufmanns Emil Johann Christian Krüger (Zigarrenhandel Krüger & Oberbeck) durch den direkt daran anschließenden, später nach ihm benannten „Krügerpark“ bis zur Pasewalker Kirchenforst erweitert. Ihm zu Ehren wurde 1929 durch die Stadt Pasewalk in dem Teil des Parks ein Gedenkstein aufgestellt mit der Inschrift: „Diesen Park stiftete der Ehrenbürger unserer Stadt Kommerzienrat Emil Krüger 1913“. Auf dem Sockel des alten Steines wurde 2005 ein neuer Gedenkstein jedoch mit der ursprünglichen Inschrift aufgestellt. Die gesamte Parkanlage steht heute unter Denkmalschutz.
Der Park wird im 21. Jahrhundert für Feierlichkeiten genutzt.